# قشلاق تولکیلو گوجه‌لر
قشلاق تولکیلو گوجه‌لر یک منطقهٔ مسکونی در ایران است که در دهستان قشلاق غربی واقع شده‌است. قشلاق تولکیلو گوجه‌لر ۱۱۲ نفر جمعیت دارد.